# Meridiano 110 oeste
El meridiano 110 oeste de Greenwich es una línea de longitud que se extiende desde el Polo Norte atravesando el Océano Ártico, América del Norte, el Océano Pacífico, el Océano Antártico y la Antártida hasta el Polo Sur.

El meridiano 110 oeste forma un gran círculo con el meridiano 70 este.

Paso del meridiano 110 oeste por Canadá

En Canadá, el meridiano forma la frontera entre Nunavut y los Territorios del Noroeste al norte del paralelo 70 norte. 
En Estados Unidos, el meridiano forma la frontera oeste del histórico Territorio de Jefferson.
Comenzando en el Polo Norte y dirigiéndose hacia el Polo Sur, el meridiano 110 oeste pasa a través de:
| Coordenadas                         | País, territorio o mar | Notas |
| ----------------------------------- | ---------------------- | --- |
| 90°0′N 110°0′O / 90.000, -110.000   | Océano Ártico          | |
| 78°41′N 110°0′O / 78.683, -110.000  | Canadá                 | Frontera Territorios del Noroeste / Nunavut - Isla Borden |
| 78°19′N 110°0′O / 78.317, -110.000  | Wilkins Strait         | |
| 78°7′N 110°0′O / 78.117, -110.000   | Canadá                 | Frontera Territorios del Noroeste / Nunavut - Isla Mackenzie King |
| 77°55′N 110°0′O / 77.917, -110.000  | Sin nombre             | |
| 76°28′N 110°0′O / 76.467, -110.000  | Canadá                 | Frontera Territorios del Noroeste / Nunavut - Isla Melville |
| 76°14′N 110°0′O / 76.233, -110.000  | Eldridge Bay           | |
| 75°54′N 110°0′O / 75.900, -110.000  | Canadá                 | Frontera Territorios del Noroeste / Nunavut - Isla Melville (unos 2 km) |
| 75°53′N 110°0′O / 75.883, -110.000  | Sabine Bay             | |
| 75°33′N 110°0′O / 75.550, -110.000  | Canadá                 | Frontera Territorios del Noroeste / Nunavut - Isla Melville |
| 74°50′N 110°0′O / 74.833, -110.000  | Canal de Parry         | Viscount Melville Sound |
| 72°59′N 110°0′O / 72.983, -110.000  | Canadá                 | Frontera Territorios del Noroeste / Nunavut - Isla Victoria Nunavut - Isla Victoria |
| 68°37′N 110°0′O / 68.617, -110.000  | Golfo de la Coronación | |
| 68°6′N 110°0′O / 68.100, -110.000   | Canadá                 | Nunavut - Jameson Islands y la parte contienental Territorios del Noroeste - pasa a través del Gran Lago del Esclavo Saskatchewan - pasa a través del Lago Athabasca, unos 400m al este de la frontera de Alberta |
| 49°0′N 110°0′O / 49.000, -110.000   | Estados Unidos         | Montana Wyoming Utah Arizona |
| 31°20′N 110°0′O / 31.333, -110.000  | México                 | Sonora |
| 27°4′N 110°0′O / 27.067, -110.000   | Golfo de California    | |
| 24°8′N 110°0′O / 24.133, -110.000   | México                 | Baja California Sur |
| 22°53′N 110°0′O / 22.883, -110.000  | Océano Pacífico        | |
| 60°0′S 110°0′O / -60.000, -110.000  | Océano Antártico       | |
| 74°27′S 110°0′O / -74.450, -110.000 | Antártida              | Territorio no reclamado - pasa a través de Costa Walgreen de Tierra de Marie Byrd |